# Sedgwick (Arkansas)
Pour les articles homonymes, voir Sedgwick.
Sedgwick est un village situé dans l’État américain de l'Arkansas, dans le comté de Lawrence.